# Cogealac
Cogealac là một xã ở hạt Constanţa, România.
Xã này có 6 làng:
- Cogealac (tên lịch sử: Domneşti, tiếng Thổ Nhĩ Kỳ: Kocalak)
- Gura Dobrogei (tên lịch sử: Câvârgic, tiếng Thổ Nhĩ Kỳ: Kıvırcık)
- Râmnicu de Jos
- Râmnicu de Sus
- Tariverde (tên lịch sử: Dorotea)